# Я твоя хозяйка
«Я твоя хозяйка» (исп. Soy tu dueña) — мексиканская 146-серийная мелодрама 2010 года производства Televisa. Ремейк телесериала «Хозяйка» 1995 года. Восьмикратный лауреат четырёх премий.

## Сюжет
Валентина — наследница своих родителей, которые перед смертью ей завещали огромное состояние живёт вместе со своей тётей Исабель и со своей двоюродной сестрой Иваной. Ивана завидует и ревнует своей двоюродной сестре, но Валентина оказалась щедрой и делится своим наследством между тётей и сестрой. Она решила переехать в роскошную усадьбу в пригороде Мехико и там познакомилась с Хосе Мигелем. Поначалу она ненавидела его, но со временем благодаря хорошему характеру это чувство ненависти прошло.

## Создатели телесериала

### В ролях
- Лусеро — Valentina Villalba Rangel «La dueña»
- Фернандо Колунга — José Miguel Montesinos
- Габриэла Спаник — Ivana Dorantes Rangel
- Sergio Goyri — Rosendo Gavilán
- Жаклин Андере — Leonor de Montesinos
- Сильвия Пиналь — Isabel Rangel Vda. de Dorantes
- David Zepeda — Alonso Peñalvert
- Ана Мартин — Benita Garrido
- Эдуардо Капетильо — Horacio Acosta
- Хулио Алеман — Ernesto Galeana
- Эрик дель Кастильо — Federico Montesinos
- Carlos Bracho — Padre Justino Samaniego #1
- Арсенио Кампос — Padre Justino Samaniego #2
- Марисоль дель Ольмо — Gabriela Islas
- Фабиан Роблес — Felipe Santibáñez
- José Carlos Ruiz — Sabino Mercado
- Paul Stanley — Timoteo
- Ана Берта Эспин — Enriqueta Bermúdez de Macotela
- Давид Остроски — Moisés Macotela
- Клаудио Баэс — Óscar Ampúdia
- Emoé de la Parra — Narda de Ampúdia
- Gerardo Albarrán — Nerón Almoguera
- Рауль Падилья — Padre Ventura Menchaca
- Фатима Торре — Iluminada Camargo
- Россана Сан Хуан — Crisanta Camargo
- Cristina Obregón — Sandra Enriqueta Macotela Bermúdez
- Марисоль Сантакрус — Cecilia Rangel de Villalba
- Гильермо Капетильо- Rogelio Villalba
- Diana Osorio — Margarita Corona
- Алехандра Прокуна — Brenda Castaño Lagunés
- Anabel Ferreira — Amparo
- Mário del Río — Filadelfo Porras
- Клаудия Ортега — Teresa de Granados
- Marina Marín — Loreto de la Fuente
- Эдуардо Ривера — Juan Granados
- Диего Авила — Chuy Granados
- Evelyn Ximena — Teresita Granados
- Алехандро Руис — Nazario Melgarejo
- Tony Vela — Comandante Bruno Toledo
- Аурора Клавель — Doña Angustias
- Хуан Карлос Серран — Librado Manzanares
- Myrrah Saavedra — Leonela Lagunes de Castaño
- Niko Caballero — Santiaguito Peñalvert Castaño
- Пилар Монтенегро — Arcelia Olivares
- Eduardo Rodríguez — Esteban Noguera
- Vicente Herrera — Dante Espíndola
- Тони Браво — Evelio Zamarripa / Úrsulo Barragán
- Salvador Ibarra — Celso Lagunes
- Марта Хулия — Dama de honor #1
- Silvia Ramírez — Dama de honor #2
- Cristina Bernal — Dama de honor #3
- Manola Diez — Dama de honor #4
- Ребека Манкита — Dama de honor #5
- Мария Прадо — Griselda
- Janet Ruiz — Prisionera
- Adriana Laffan — Prisionera
- La Arrolladora Banda El Limón — Ellos mismos

## Награды и премии
Телесериал был номинирован 16 раз, из которых победу одержали 8 премий.

### ACE (3 из 3)
Победу одержали:
- лучшей актрисой признана Лусеро.
- лучшим режиссёром-постановщиком признан Сальвадор Гарсини.
- Никандро Диас получил премию за лучший телесериал.

### ASCAP (1 из 1)
Победу одержал:
- телесериал Я твоя хозяйка признан лучшим телесериалом.

### Califa de Oro
Победу одержал:
- лучшим выдающимся актёром признан Эрик дель Кастильо.

### TVyNovelas(3 из 11)
Победу одержали:
- лучшим актёром признан Фернандо Колунга.
- Паул Стэнли и Фатима Торре получили премию за мужское и женское откровения.